# Natal (Schiff, 1882)
Die Natal war ein 1882 in Dienst gestelltes Passagierschiff der französischen Reederei Messageries Maritimes, das im Liniendienst von Marseille nach Australien, China und Madagaskar eingesetzt wurde. Am 30. August 1917 kollidierte die wegen des Kriegszustands abgedunkelt fahrende Natal vor der Île de Planier kurz nach dem Auslaufen aus Marseille mit einem Frachtdampfer und sank. 105 Passagiere und Besatzungsmitglieder kamen dabei ums Leben.

## Das Schiff
Das 4.250 BRT große Dampfschiff Natal war das zuerst fertiggestellte von sieben baugleichen Schwesterschiffen, die Messageries Maritimes zwischen 1881 und 1884 für den Passagier- und Frachtverkehr von Frankreich nach Australien und Neukaledonien in Dienst stellte. Die anderen waren die Melbourne (1882), die Calédonien (1882), die Sydney (1883), die Salazie (1883), die Yarra (I) (1884) und die Océanien (I) (1884).
Alle sieben Schiffe wurden auf der Werft Chantiers Navals de La Ciotat in der südfranzösischen Hafenstadt La Ciotat gebaut und hatten anfangs einen Schornstein, drei Masten, einen einzelnen Propeller und einen schwarz gestrichenen Rumpf. Das 130,75 Meter lange und 12,07 Meter breite Passagier- und Frachtschiff wurde mit einer dreizylindrigen Verbunddampfmaschine angetrieben, die 3.400 PS leistete und das Schiff auf bis zu 12 Knoten beschleunigen konnte. Die Natal hatte eine Tragfähigkeit von 1565 Tonnen und eine Verdrängung von 6.150 Tonnen. Die Passagierunterkünfte waren für 90 Passagiere der Ersten, 44 Passagiere der Zweiten und 75 Passagiere der Dritten Klasse bemessen.
Am 3. Juli 1881 lief die Natal in La Ciotat vom Stapel und am 5. Februar 1882 lief sie in Marseille zu ihrer Jungfernfahrt nach Fernost aus. Am 23. November 1882 erfolgte die erste Abfahrt auf der Route von Marseille zu den Seychellen, nach Réunion, Mauritius, Australien und Nouméa in Neukaledonien. Nach drei vollendeten Überfahrten auf dieser Route wurde die Natal 1884 erneut auf die Chinaroute gesetzt. Im Jahr darauf wurde ein Musiksalon eingerichtet. 1886/87 wurde auf dem Schiff elektrische Beleuchtung eingeführt. Am 31. Oktober 1889 geriet das Schiff zwischen Hongkong und Saigon in einen schweren Taifun. Das Ruder brach, einige Kabinen und Salons erlitten Schäden und der Kapitän und mehrere Besatzungsmitglieder wurden verletzt.
Im Jahr 1895 wurde das Schiff umfassend erneuert. Es wurde eine neue Dreifachexpansions-Dampfmaschine installiert, die 4000 PS leistete und die Höchstgeschwindigkeit von bisher 12 auf 16 Knoten erhöhte. Außerdem wurde der Rumpf weiß gestrichen, das achtere Deckhaus verlängert und es wurde ein zweiter Schornstein hinzugefügt. Im Jahr 1900 brachte die Natal Truppen während des Boxeraufstands nach China.

## Im Ersten Weltkrieg
Nach Kriegsausbruch 1914 wurde die Natal wie andere Schiffe der Reederei mit der Aufrechterhaltung der Postverbindung auf ihrer Strecke beauftragt. Sie beförderte weiterhin zivile Passagiere, aber zusätzlich auch kampffähige Truppen. So nahm sie im März und April 1915 an der Landung bei den Dardanellen teil. Ab dem 1. Mai 1915 wurde sie offiziell als Hilfskreuzer geführt. Zusammen mit der Sinaï brachte sie 1916 2370 österreichisch-ungarische Kriegsgefangene von Brindisi nach Asinara. Mit den Schiffen Nera, Melbourne, Dumbea und Australien war sie außerdem an der Verschiffung von 50.000 serbischen Soldaten von Korfu nach Thessaloniki beteiligt. Am 2. August 1916 wurde das Schiff aus dem Militärdienst entlassen.
Am 30. August 1917 lief die Natal in einem Geleitzug mit 503 Passagieren und Besatzungsmitgliedern an Bord in Marseille zu einer Überfahrt nach Madagaskar aus. Wegen des Seekriegs fuhr sie abgedunkelt und war somit für andere Schiffe schlecht ausmachbar. Um 20.30 Uhr abends stieß sie etwa fünf Seemeilen südsüdöstlich des Leuchtturms Le Phare du Planier auf der kleinen Insel Île de Planier mit dem Frachtschiff Malgache der Compagnie Marseillaise de Madagascar zusammen. Die Malgache kam aus Algerien und steuerte daher einen entgegenkommenden Kurs. Im Gegensatz zur Natal war die Malgache hell erleuchtet, doch da ihre Mannschaft das verdunkelte, auf sie zusteuernde Schiff nicht sah, kam es zur Kollision. Die Natal sank innerhalb von zehn Minuten auf der Position 43° 5′ 35″ N, 5° 17′ 23″ O. 76 Passagiere und 29 Besatzungsmitglieder, darunter auch der Kapitän, kamen ums Leben.
Das Wrack der Natal wurde 2007 in 127 Metern Tiefe von Tauchern gefunden.